# James Gordon (attore)
James Gordon (Pittsburgh, 23 aprile 1871 – Hollywood, 12 maggio 1941) è stato un attore e regista statunitense di cinema e di teatro.
Era sposato con l'attrice Mabel Van Buren.

## Filmografia

### Attore (parziale)

#### 1911
- The Haunted Sentinel Tower – cortometraggio (1911)
- A Case of High Treason – cortometraggio (1911)
- The Crusader – cortometraggio (1911)
- How Willie Raised Tobacco – cortometraggio (1911)
- The Crucial Test – cortometraggio (1911)
- The Minute Man, regia di Oscar C. Apfel – cortometraggio (1911)
- The Capture of Fort Ticonderoga, regia di Oscar C. Apfel e J. Searle Dawley – cortometraggio (1911)
- The Doomed Ship, regia di J. Searle Dawley – cortometraggio (1911)
- Christian and Moor – cortometraggio (1911)
- The Switchman's Tower – cortometraggio (1911)
- The Spirit of the Gorge – cortometraggio (1911)
- The Venom of the Poppy – cortometraggio (1911)
- At Jones Ferry – cortometraggio (1911)
- Under the Tropical Sun, regia di J. Searle Dawley – cortometraggio (1911)
- The Lighthouse by the Sea, regia di Edwin S. Porter – cortometraggio (1911)
- The Sheriff, regia di J. Searle Dawley – cortometraggio (1911)
- The Battle of Trafalgar, regia di J. Searle Dawley – cortometraggio (1911)
- The Big Dam, regia di J. Searle Dawley – cortometraggio (1911)
- Leaves of a Romance, regia di Edwin S. Porter – cortometraggio (1911)
- Three of a Kind, regia di J. Searle Dawley – cortometraggio (1911)
- A Perilous Ride, regia di J. Searle Dawley – cortometraggio (1911)
- Pull for the Shore, Sailor! – cortometraggio (1911)
- Buckskin Jack, the Earl of Glenmore, regia di J. Searle Dawley – cortometraggio (1911)
- An International Heart Breaker, regia di C. Jay Williams (C.J. Williams) – cortometraggio (1911)
- The Stuff That Dreams Are Made Of, regia di J. Searle Dawley – cortometraggio (1911)
- A Romance of the Cliff Dwellers, regia di J. Searle Dawley  – cortometraggio (1911)
- Uncle Hiram's List, regia di Oscar C. Apfel – cortometraggio (1911)

#### 1912
- To Save Her Brother (1912)
- For the Cause of the South, regia di Bannister Merwin (1912)
- At the Point of the Sword (1912)
- Curing the Office Boy (1912)
- The House with the Tall Porch, regia di J. Searle Dawley (1912)
- The Spanish Cavalier, regia di J. Searle Dawley (1912)
- Treasure Island, regia di J. Searle Dawley (1912)
- The Passion Flower, regia di J. Searle Dawley (1912)
- A Prisoner of War, regia di J. Searle Dawley (1912)
- The Girl at the Key (1912)
- For Valour, regia di J. Searle Dawley (1912)
- The Necklace of Crushed Rose Leaves, regia di J. Searle Dawley (1912)
- The Relief of Lucknow, regia di J. Searle Dawley (1912)
- In His Father's Steps, regia di J. Searle Dawley (1912)
- The Librarian (1912)
- The Harbinger of Peace (1912)
- 'Ostler Joe, regia di J. Searle Dawley (1912)
- Calumet 'K', regia di J. Searle Dawley (1912)
- A Curable Disease (1912)
- The Charge of the Light Brigade, regia di J. Searle Dawley (1912)
- A Chase Across the Continent, regia di J. Searle Dawley (1912)
- The First Settler's Story, regia di J. Searle Dawley (1912)
- Love Among the Geysers, regia di J. Searle Dawley (1912)

#### 1913
- The Red Man's Burden, regia di J. Searle Dawley (1913)
- The Eldorado Lode, regia di J. Searle Dawley (1913)
- A Day That Is Dead, regia di Charles H. France (1913)
- The Old Monk's Tale, regia di J. Searle Dawley (1913)
- The Priest and the Man, regia di J. Searle Dawley (1913)
- The Rightful Heir, regia di J. Searle Dawley (1913)
- Tess of the D'Urbervilles, regia di J. Searle Dawley (1913)
- Caprice, regia di J. Searle Dawley (1913)
- The Stranglers of Paris, regia di James Gordon (1913)
- Hoodman Blind, regia di James Gordon (1913)

#### 1914
- Frederick the Great, regia di Walter Edwin – cortometraggio (1914)
- A Foolish Agreement, regia di Ashley Miller (1914)
- The Oath of a Viking, regia di J. Searle Dawley (1914)
- The Next in Command, regia di J. Searle Dawley (1914)
- The Mystery of the Poison Pool, regia di James Gordon (1914)

#### 1916
- Beatrice Fairfax, regia di Leopold Wharton e Theodore Wharton (1916)
- Beatrice Fairfax Episode 4: The Stone God, regia di Leopold Wharton e Theodore Wharton (1916)

#### 1918
- The Lure of the Circus, regia di J.P. McGowan - serial (1918)

#### 1919
- Una moglie per scommessa (Experimental Marriage), regia di Robert G. Vignola (1919)
- The Final Close-Up, regia di Walter Edwards
- When Doctors Disagree, regia di Victor L. Schertzinger (1919)
- Jacques of the Silver North, regia di Norval MacGregor (1919)
- The Thunderbolt, regia di Colin Campbell (1919)
- Behind the Door, regia di Irvin Willat (1919)

#### 1920
- Mary's Ankle, regia di Lloyd Ingraham (1920)
- Scusi se le faccio mangiare polvere (Excuse My Dust), regia di Sam Wood (1920)
- The Sea Wolf, regia di George Melford (1920)
- Homespun Folks, regia di John Griffith Wray (1920)
- The Last of the Mohicans, regia di Clarence Brown e Maurice Tourneur (1920)
- The Blue Moon, regia di George L. Cox (1920)

#### 1921
- Sunset Jones, regia di George L. Cox (1921)
- The Bait, regia di Maurice Tourneur (1921)
- The Old Swimmin' Hole, regia di Joseph De Grasse (1921)
- The Man from Lost River, regia di Frank Lloyd (1921)
- Trailin', regia di Lynn Reynolds (1921)

#### 1922
- Nancy from Nowhere, regia di Chester M. Franklin (1922)
- A Game Chicken, regia di Chester M. Franklin (1922)
- A Self-Made Man, regia di Rowland V. Lee (1922)
- On the High Seas, regia di Irvin Willat (1922)
- The Love Gambler, regia di Joseph Franz (1922)

#### 1923
- Man's Size
- Defying Destiny
- The Grail, regia di Colin Campbell (1923)

#### 1924
- The White Sin
- Wanderer of the Wasteland, regia di Irvin Willat (1924)
- The Man Who Came Back, regia di Emmett J. Flynn  (1924)
- Il cavallo d'acciaio (The Iron Horse), regia di John Ford (1924)
- Cuori di quercia (Hearts of Oak), regia di John Ford (1924)
- The Courageous Coward, regia di Paul Hurst (1924)

#### 1925
- Beauty and the Bad Man, regia di William Worthington (1925)
- Tumbleweeds, regia di King Baggott e William S. Hart (1925)

#### 1926
- Phantom Police, regia di Robert Dillon (1926)
- The Social Highwayman, regia di William Beaudine (1926)
- Miss Nobody, regia di Lambert Hillyer (1926)
- The Ice Flood
- Devil's Dice
- The Buckaroo Kid
- Rose of the Tenements
- Flying High, regia di Charles Hutchison (1926)

#### 1927
- Tongues of Scandal, regia di Roy Clements (1927)
- The War Horse, regia di Lambert Hillyer (1927)
- Wanted: A Coward, regia di Roy Clements (1927)
- Babe Comes Home, regia di Ted Wilde (1927)
- The Cancelled Debt, regia di Phil Rosen (1927)
- Publicity Madness, regia di Albert Ray (1927)
- Wolf Fangs, regia di Lewis Seiler (1927)

#### 1928
- Dad's Choice
- The Escape, regia di Richard Rosson (1928)
- Una nueva y gloriosa nación

#### 1929
- L'impronta rossa (Masked Emotions), regia di David Butler e Kenneth Hawks (1929)
- Sagebrush Politics, regia di Victor Adamson (1929)

#### 1930
- Mothers Cry, regia di Hobart Henley (1930)

#### 1931
- The Bachelor Father, regia di Robert Z. Leonard (1931)
- The Front Page, regia di Lewis Milestone (1931)
- The Hot Spot, regia di Donald Gallaher (1931)

#### 1932
- Stowaway, regia di Phil Whitman (1932)
- Two Lips and Juleps; or, Southern Love and Northern Exposure, regia di Edward Sloman (1932)
- Behind Jury Doors, regia di B. Reeves Eason (Breezy Eason) (1932)

#### 1933
- Neighbors' Wives, regia di B. Reeves Eason (1933)

#### 1935
- Ritornerà primavera (One More Spring), regia di Henry King (1935)
- Il mistero della camera nera (The Black Room), regia di Roy William Neill (1935)

#### 1936
- L'aratro e le stelle (The Plough and the Stars), regia di John Ford (1936)

### Regista
- The Stranglers of Paris (1913)
- Hoodman Blind (1913)
- The Mystery of the Poison Pool (1914)
- The New Adventures of J. Rufus Wallingford, co-regia di Leopold Wharton e Theodore Wharton - serial (1915
- The Master Stroke, co-regia di Leopold Wharton e Theodore Wharton – cortometraggio (1915)
- A Trap for Trapp, co-regia di Leopold Wharton e Theodore Wharton – cortometraggio (1915)
- A Bang Sun Engine, co-regia di Leopold Wharton e Theodore Wharton – cortometraggio (1915)
- A Transaction in Summer Boarders, co-regia di Leopold Wharton e Theodore Wharton – cortometraggio (1915)
- Detective Blackie, co-regia di Leopold Wharton e Theodore Wharton – cortometraggio (1915)
- Apples and Eggbeaters, co-regia di Leopold Wharton e Theodore Wharton – cortometraggio (1915)
- A Stony Deal, co-regia di Leopold Wharton e Theodore Wharton – cortometraggio (1915)
- Buying a Bank with Bunk, co-regia di Leopold Wharton e Theodore Wharton – cortometraggio (1915)
- The Missing Heir, co-regia di Leopold Wharton, Theodore Wharton (1915)
- Lord Southpaugh, co-regia di Leopold Wharton e Theodore Wharton – cortometraggio (1916)

### Aiuto regista
- The Lottery Man, regia di Leopold Wharton,  Theodore Wharton (1916)
- Beatrice Fairfax, regia di Leopold Wharton e Theodore Wharton - serial (1916)
- Il servizio segreto (Patria), regia di Jacques Jaccard, Theodore W. Wharton e Leopold D. Wharton - serial (1917)
- The Great White Trail, regia di Leopold Wharton e Theodore Wharton (1917)
- The Eagle's Eye, regia di George Lessey, Wellington A. Playter, Leopold Wharton e Theodore Wharton - serial (1918)